# Carny Town

Carny Town est une chanson interprétée par Elvis Presley, dans le film Roustabout (L’Homme à tout faire). Écrite par Fred Wise et Randy Starr, elle a été enregistrée le 3 mars 1964, au studio Radio Recorders, à Hollywood. La 9e prise a été choisie pour la bande maîtresse et elle a paru sur l’album Roustabout, la même année. 
Le thème de la chanson est pratiquement le même que celui de It's Carnival Time, sauf que cette fois on y parle d’abord et avant tout des spectacles qui se donnent à l’intérieur des tentes : un homme si maigre que l’on peut jouer sur ses os comme si c’était un xylophone, un autre qui avale des sabres et qui mange des lames de rasoir pour dessert, des danseuses qui font le hoola (ou hula, danse hawaiienne)… Encore ici, on suggère aux curieux d’approcher et d’acheter leur droit d’accès. Le «carny» est à la fois un forain et une fête foraine. 
Une version plus longue de Carny Town a paru sur l’album Double Features : Viva Las Vegas / Roustabout (1993). À la toute fin de la chanson, on entend Presley chanter «We gotta end» (nous devons arrêter), d’une façon blues. 